# Platydoris macfarlandi
Platydoris macfarlandi is een slakkensoort uit de familie van de Discodorididae. De wetenschappelijke naam van de soort is voor het eerst geldig gepubliceerd in 1951 door Hanna.